# Miss Universo 1962
Miss Universo 1962 foi a 11.ª edição do Miss Universo, realizada em 14 de julho de 1962 no Miami Beach Auditorium, em Miami Beach, Flórida, nos Estados Unidos. Candidatas de 52 países e territórios competiram pelo título. No final do título, a Miss Universo 1961, Marlene Schmidt, da Alemanha, coroou a Argentina Norma Nolan como sua sucessora, sendo este o primeiro e único título conquistado por seu país até hoje. 

## Evento
Num ano importante para a Argentina, de redemocratização após um período de ditadura militar, de ebulição das artes e de intensa produção cultural no país, após conquistar o Miss Mundo no ano anterior a Argentina conquistou seu primeiro título do Miss Universo.
Norma Nolan não estava entre as favoritas da imprensa e quando foi classificada entre as Top 15 foi chamada de "azarão". Só começou a aparecer ante os olhos do público presente e da imprensa, após seu desfile com traje típico e vestido de noite, onde mostrou sua elegância e postura. Num ano em que 11 das 15 semifinalistas eram morenas e a Miss Haiti, Evelyn Miot, foi a primeira semifinalista negra, Norma, que era bastante popular entre as outras candidatas, derrotou as duas loiras favoritas, Miss Áustria e Miss Finlândia. O Brasil, que no ano anterior tinha ficado de fora das semifinalistas pela primeira vez, voltou ao Top 5 com o quinto lugar da baiana Maria Olívia Rebouças.
O evento também ficou marcado pela participação da primeira Miss USA de etnia não-branca, a havaiana Macel Leilane. A Miss Noruega, Julie Ege, se tornaria uma sex symbol e estrela de filmes-B, fotografando para a Penthouse e fazendo uma ponta no filme 007 A Serviço Secreto de Sua Majestade, anos depois.
Entre os juízes desta edição do concurso, estava o jornalista brasileiro Edilson Cid Varela, superintendente dos Diários Associados – que organizavam o Miss Brasil na época – e recriador do Correio Braziliense, na sua primeira participação entre muitas que se seguiriam.
Depois de seu ano de reinado, Nolan desapareceu da mídia, preferindo levar uma vida privada na Argentina. 

## Resultados
| Colocação          | Candidata |
| ------------------ | --- |
| Miss Universo 1962 | - Argentina — Norma Nolan |
| 2.ª colocada       | - Islândia — Anna Geirsdóttir |
| 3.ª colocada       | - Finlândia — Anja Järvinen |
| 4.ª colocada       | - Taiwan — Helen Liu Shiu-Man |
| 5.ª colocada       | - Brasil — Maria Olívia Rebouças |
| Top 15             | - Áustria — Christa Linder - Canadá — Marilyn McFatridge - Colômbia — Olga Orozco - Inglaterra — Kim Carlton - Haiti — Evelyn Miot - Coreia do Sul — Seo Bum-joo - Estados Unidos — Macel Wilson - Israel — Yehudit Rounik - Líbano — Nouhad Cabbabe - Nova Zelândia — Leslie Nichols |

### Prêmios especiais

#### Miss Simpatia
- Vencedora:  República Dominicana — Sarah Frómeta.

#### Miss Fotogenia
- Vencedora:  Inglaterra — Kim Carlton.

#### Melhor Traje Típico
- Vencedora:  Inglaterra — Kim Carlton.

## Candidatas
Em negrito, a candidata eleita Miss Universo 1962. Em itálico, as semifinalistas.
| - África do Sul - Lynette Gamble - Alemanha - Gisela Karschuk - Argentina - Norma Nolan (1°) - Áustria - Christa Linder (SF) - Bélgica - Christine Delit - Benim - Gillette Dazoume - Bolívia - Gabriela Roca Díaz - Brasil - Maria Olívia Rebouças (5°) - Canadá - Marilyn McFatridge (SF) - Sri Lanka - Yvonne D'Rozario - Cingapura - Julie Koh - Colômbia - Olga Lucia Botero Orozco (SF) - Coreia do Sul - Seo Bumjoo (SF, MHTT) - Costa Rica - Helvita Albónico - Cuba (Livre) - Aurora Prieto - Equador - Elaine Hougen - Escócia - Vera Parker - Espanha - Conchita Roig - Estados Unidos - Macel Wilson (SF) - Filipinas - Josephine Estrada - Finlândia - Anja Järvinen (3°) - França - Sabine Surget - Grécia - Kristina Apostolou (MHTT) - Haiti - Evelyn Miot (SF) - Holanda - Marianne van der Hayden - Hong Kong - Shirley Pong | - Ilhas Virgens - Juanita Monell - Inglaterra - Kim Carlton (SF, MF, TT) - Irlanda - Josie Dwyer - Islândia - Anna Geirsdóttir (2°) - Israel - YehuditRounik (SF, MHTT) - Itália - Isa Stoppi - Japão - Kazuko Hirano (MHTT) - Líbano - Nouhad Cabbabe (SF) - Luxemburgo - Fernande Kodesch - Marrocos - Ginette Buenaventes - Noruega - Julie Ege - Nova Zelândia - Leslie Nichols (SF) - País de Gales - Hazel Williams (MS) - Paraguai - Corina Escuariza - Península Malaia - Sarah Alhabshee Abdullah - Peru - Silvia Ruth Dedeking - Porto Rico - Ana Celia Sosa - Portugal - Maria Trindade Defolloy - República Dominicana - Sarah Frómeta (MS) - Suécia - Monica Ragby - Suíça - Francine DeLouille - Taiti - Katy Banner - Taiwan - Helen Liu Shiu Man (4°) - Turquia - Behad Sezer - Uruguai - Nelly Vasigaluz - Venezuela - Virginia Bailey |